# Tadashi Kaminagai
Tadashi Kaminagai (上永井 正, Kaminagai Tadashi, 1899-1982) est un peintre japonais contemporain du peintre Foujita dont il a été le voisin à la Cité Falguière. Il a également résidé au Brésil et a marqué l'histoire de la peinture brésilienne. Il est moins connu en France, même si la ville de La Frette-sur-Seine dans laquelle il avait un atelier, lui rend régulièrement hommage.

## Biographie
Tadashi Kaminagai est né le 27 septembre 1899 à Hiroshima (Japon). À 14 ans, il entre dans un monastère bouddhiste, lequel l’envoie, deux ans plus tard, travailler la terre comme missionnaire en Indonésie. Ce n’est qu’à l’âge de 27 ans qu’il opte pour une carrière artistique en partant à Paris, où il travaille comme encadreur. Sa technique éprouvée de la patine le fait remarquer et le marchand d’art Ambroise Vollard lui confie plusieurs toiles,. Tadashi Kaminagai se lie d’amitié avec le peintre Tsuguharu Foujita qui lui fait rencontrer de nombreux peintres de l’École de Paris comme Henri Matisse et Pierre Bonnard. Tadashi Kaminagai commence à exposer dès 1929 au cercle japonais, rue du débarcadère. En 1930, il participe au salon d’automne de Paris au Grand Palais, et, en 1931, il est sélectionné pour en devenir sociétaire dans la catégorie Arts décoratifs. Ses travaux dans ce domaine sont signalés dans Le Petit Parisien. 
Tadashi Kaminagai retourne au Japon en 1940, puis s’installe à Rio de Janeiro (Brésil) en 1941, grâce au peintre brésilien Candido Portinari, que lui avait recommandé Tsuguharu Foujita,. Comme à Paris, Tadashi Kaminagai peint et encadre des tableaux dans un atelier du quartier de Santa Teresa. En 1942, après Pearl Harbor, le Brésil rompt ses relations diplomatiques avec le Japon. La vie devient difficile pour les Japonais installés au Brésil. Les artistes japonais n’ont plus le droit de se réunir et de voyager. L'arrivée de Tadashi Kaminagai à Rio, alors qu’il est connu par ses pairs comme venant de l’École de Paris, permet cependant aux artistes nipons de São Paulo et de Rio de se rencontrer et de développer un courant artistique nippo-brésilien,,,,. L’artiste né au Brésil mais d’origine japonaise, Tikashi Fukushima, quitte même São Paulo pour rejoindre Tadashi Kaminagai à Rio et étudier, auprès de lui, la peinture et l’encadrement. Après la guerre, Tadashi Kaminagai participe à plusieurs salons (Salão Nacional de Belas Artes, Biennales de São Paulo 1951 et 1953). En 1955, il retourne au Japon avant de s’installer, en 1957, à nouveau à Paris, dans la Cité Falguière, avec sa femme Mineko. Avec d'autres artistes japonais, il expose, en 1958, au Cercle Volney. Il participe, en 1958 et 1959, avec d'autres artistes sud-américains au Salon latino-américain organisé à Paris. Son fils, Yo Kaminagai, naît à Paris le 24 avril 1958. La même année, il achète un pavillon à La Frette-sur-Seine dans lequel il aménage un atelier.
Jusqu’à sa mort à Paris le 14 juin 1982, Tadashi Kaminagai partage son temps entre le Japon, la France et le Brésil. C’est au Brésil qu’il est le plus célèbre[réf. souhaitée]. Il est référencé, comme peintre brésilien dans l’encyclopédie Itaú Cultural des arts et cultures brésiliens, et, comme peintre japonais dans le Benezit Dictionary of Asian Artists.

## Œuvres
Plusieurs grandes expositions lui ont été consacrées, notamment en 1986 au musée d’Art de São Paulo (MASP) et au Japon en 1987,,. En 2008, l’exposition « Círculo de Ligações: Foujita no Brasil, Kaminagai e o Jovem Mori", au Centro Cultural Banco Do Brasil à São Paulo, fait l’objet de critiques élogieuses, notamment dans le quotidien O Globo. Le Musée de Arte Brasileira contient, au moins une œuvre, Mulher no Alpendre, dans ses collections. La Pinacothèque de l'État de São Paulo a acquis, en 2013, deux tableaux, dont un portrait de Mineko Kaminagai.
En France, des huiles et aquarelles sont régulièrement exposées à l’espace Roger-Ikor de La Frette-sur-Seine. Deux reproductions de ses toiles sont exposées le long de « Parcours des peintres » imaginé par le département du Val-d’Oise le long de la Seine. Elles y côtoient des reproductions d’Albert Marquet et de Camille Pissarro entre autres. Un parc de logements sociaux de La Frette-sur-Seine, inauguré en octobre 2012, porte le nom de "résidence Kaminagai". 

## Kaminagai vu par les critiques brésiliens
Les critiques brésiliens rendent hommage à son sens de la couleur, à la lumière et à l’amour de la vie qui se dégage de ses toiles. Ils le décrivent comme un des derniers représentants de l’École de Paris et insistent sur son influence sur les artistes nippo-brésiliens,. Son travail d'encadreur est également reconnu puisque son style a donné lieu au Brésil à une appellation « Moldura Kaminagai ».